# Clemens Cording

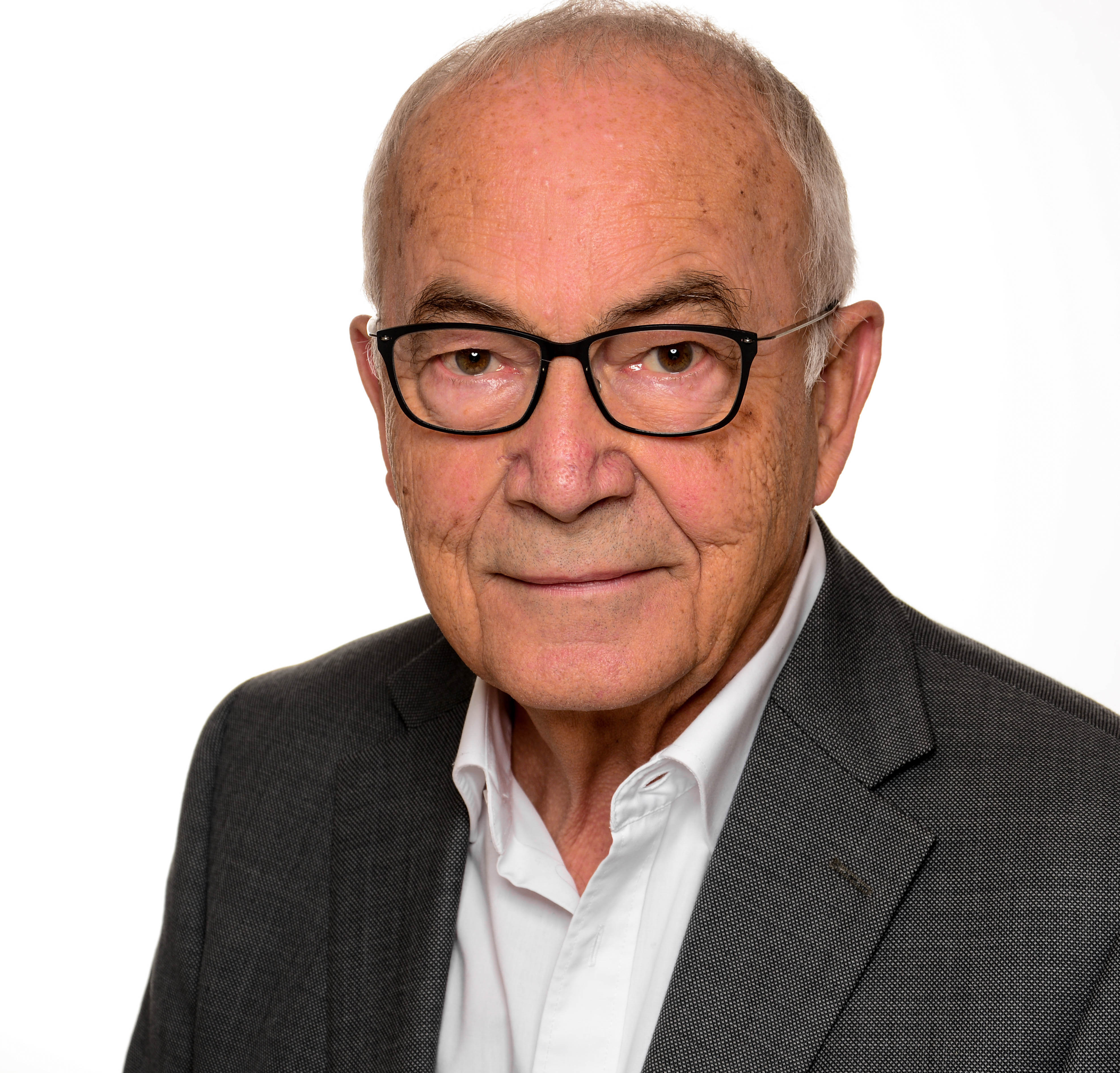
Clemens Cording (2019)

Clemens Cording (* 27. Januar 1945 in Hamburg) war stellvertretender Direktor der Universitätsklinik für Psychiatrie und Psychotherapie am Bezirksklinikum Regensburg und ist Honorarprofessor der Universität Regensburg.

## Leben
Sein Medizinstudium absolvierte Cording als Stipendiat der Studienstiftung des deutschen Volkes von 1965 bis 1971 an der Universität Heidelberg und an der Universität Glasgow in Großbritannien. Zwischen 1971 und 1973 setzte er sein Studium mit den Fächern Psychologie und Soziologie in Heidelberg und an der LMU-München fort. Von 1974 bis 1975 folgte die Medizinalassistentenzeit in München und der Beginn der psychotherapeutischen Weiterbildung in Psychoanalyse und Verhaltenstherapie.
Von 1975 bis 1978 war Cording wissenschaftlicher Assistent in der Psychiatrischen und Neurologischen Abteilung des Max-Planck-Instituts für Psychiatrie in München. Von 1978 bis 1979 war er Assistenzarzt am Bezirkskrankenhaus Haar und wurde 1979 Facharzt für Psychiatrie. Von 1979 bis 1984 folgte eine Zeit als Oberarzt der Abteilung Erwachsenen-Psychiatrie am Max-Planck-Institut für Psychiatrie in München. 1981 wurde seine Facharztbezeichnung um den Zusatz Psychotherapie erweitert. Die Promotion an der LMU München erfolgte 1982. 1985 wurde seine psychotherapeutische Qualifikation nochmals durch die Zusatzbezeichnung Psychoanalyse erweitert. Zwischen 2003 und 2004 erwarb Cording das Zertifikat „Forensische Psychiatrie“ der DGPPN sowie die Schwerpunktbezeichnung „Forensische Psychiatrie“ der Bayerischen Landesärztekammer.
Zwischen 1985 und 2006 war er stellvertretender Direktor des Bezirksklinikums Regensburg. Seit 2001 ist er Honorarprofessor der Universität Regensburg und Mitglied der Philosophischen Fakultät II. Cording ist 2006 vorzeitig in den Ruhestand getreten, um mehr Zeit für seine theoretische und praktisch-gutachterliche Tätigkeit zu haben (Spezialisierung auf zivilrechtliche Begutachtungen im Bereich Geschäfts- und Testierfähigkeit).
Lehraufträge nahm Cording an der Philosophischen Fakultät II der Universität Regensburg über Psychopathologie wahr, an der Juristischen Fakultät der gleichen Universität über Forensische Psychiatrie, an der Universität Mainz ist er einem Lehrauftrag über Religionspsychopathologie nachgekommen.
Cording war verheiratet mit der Psychoanalytikerin Sieglinde Tömmel, aus der Ehe stammen zwei Kinder.

## Werk
Schwerpunkte seiner wissenschaftlichen Arbeit waren die Psychiatrische Versorgungsforschung (dabei wirkte er zwischen 1997 und 2006 als Leiter der Arbeitsgruppe Versorgungsforschung und Sozialpsychiatrie am Lehrstuhl für Psychiatrie der Universität Regensburg), die Sozialpsychiatrie und zivilrechtliche Aspekte der Forensischen Psychiatrie. Hier ist sein besonderer Schwerpunkt die posthume Beurteilung der Geschäfts- und Testierfähigkeit Verstorbener. Das von ihm gemeinsam mit Norbert Nedopil herausgegebene Handbuch gilt als Standardwerk. Ein weiteres Arbeitsgebiet war die Geschichte der Psychiatrie. Hier hat Cording eine detaillierte Dokumentation der Vorgänge in der Heil- und Pflegeanstalt Karthaus-Prüll, der Vorgängerinstitution des Bezirksklinikums Regensburg, während der NS-Zeit vorgelegt.
Mit seiner 1992 begonnenen Initiative gegen ungerechtfertigte Benachteiligungen psychisch Kranker durch das Bundeszentralregistergesetz (BZRG). trug er wesentlich zu dessen Novellierung im Jahr 2002 bei.
2019 berief das Bundesverfassungsgericht Cording als Sachverständigen zum Thema Freiverantwortlichkeit bei assistiertem Suizid.

## Mitgliedschaften in wissenschaftlichen Fachgesellschaften
- 1995–2006: Leiter des Referats „Dokumentation“ der Deutschen Gesellschaft für Psychiatrie, Psychotherapie und Nervenheilkunde (DGPPN)
- seit 1996: Gründungsmitglied der Section on Quality Assurance der World Psychiatric Association (WPA)
- 2004–2016: Fachberater und Prüfer der Bayerischen Landesärztekammer für den Schwerpunkt „Forensische Psychiatrie“
- seit 2013: Mitglied der Unabhängigen Expertenkommission für Recht und Psychiatrie der DGPPN[9]

## Schriften (Auswahl)
- C. Cording, H. Saß: Standards und Fehler bei der Begutachtung der Geschäfts- und Testierfähigkeit. In: Forensische Psychiatrie, Psychologie, Kriminologie. 11, 2017, S. 228–233.
- C. Cording, G. Roth: Zivilrechtliche Verantwortlichkeit und Neurobiologie – ein Widerspruch? In: Neue Juristische Wochenschrift. 68, 2015, S. 26–31.
- C. Cording, N. Nedopil (Hrsg.): Psychiatrische Begutachtungen im Zivilrecht – Ein Handbuch für die Praxis. Pabst Science Publishers, Lengerich 2014.
- C. Cording: Zur Bedeutung von Wahn und Schizophrenie bei der Beurteilung der Geschäftsfähigkeit. In: M. Lammel, S. Sutarski, S. Lau, M. Bauer (Hrsg.): Wahn und Schizophrenie – Psychopathologie und forensische Relevanz. Med. Wiss. Verlagsgesellschaft, Berlin 2011, S. 165–175.
- C. Cording: Kriterien zur Feststellung der Testier(un)fähigkeit. In: Zeitschrift für Erbrecht und Vermögensnachfolge. 17, 2010, S. 115–121.
- C. Cording: Beweismittel zur Klärung der Testier(un)fähigkeit. In: Zeitschrift für Erbrecht und Vermögensnachfolge. 17, 2010, S. 23–28.
- C. Cording, H. Saß: Begutachtung der 'freien Willensbestimmung' bei Suizid in der Lebensversicherung. In: Nervenarzt. 80, 2009, S. 1070–1077.
- C. Cording: Aufklärung und Dokumentation. In: H. J. Möller, G. Laux, H.-P. Kapfhammer (Hrsg.): Psychiatrie und Psychotherapie. 3. Auflage. Springer, Berlin 2007, Kap. 81
- C. Cording: Begutachtung der Geschäfts- und Testierfähigkeit. In: B. Widder, P. Gaidzik (Hrsg.): Begutachtung in der Neurologie. RRN – Referenz-Reihe Neurologie. Thieme, Stuttgart 2007, S. 168–173.
- C. Cording: Relative Willensfreiheit und zivilrechtliche Verantwortung. In: M. Heinze, T. Fuchs, F. Reischies (Hrsg.): Willensfreiheit – eine Illusion? Naturalismus und Psychiatrie. Parodos & Pabst Science Publishers, Lengerich 2006, S. 223–246.
- H. Hausner, M. Wittmann, C. Cording: Forensische Psychiatrie im Wandel. In: Krankenhauspsychiatrie. 17, 2006, S. 68–73.
- R. Schmid, H. Spießl, C. Cording: Die Situation von Geschwistern psychisch Kranker. In: Fortschr Neurol Psychiat. 73, 2005, S. 736–749.
- B. Hübner-Liebermann, H. Spießl, K. Iwai, C. Cording: Treatment of schizophrenia – Implications derived from an intercultural hospital comparison between Germany and Japan. In: International Journal of Social Psychiatry. 51, (1), 2005, S. 83–96.
- C. Cording: Die Begutachtung der Testier(un)fähigkeit. In: Fortschr Neurol. Psychiat. 72, 2004, S. 147–159.
- C. Cording, W. Weig (Hrsg.): Zwischen Zwang und Fürsorge. Die Psychiatriegesetze der deutschen Länder. Deutscher Wissenschafts-Verlag Baden-Baden, Baden-Baden 2003.
- U. Frick, S. Krischker, C. Cording: Freiwillige Krankenhausvergleiche zur externen Qualitätssicherung in der Psychiatrie – Endbericht zum Forschungsvorhaben an den Bundesminister für Gesundheit. (= Forschungsbericht. 306). Bundesministerium für Gesundheit und Soziale Sicherung, Bonn 2003.
- R. Schmid, H. Spießl, C. Cording, A. Vukovich: Belastungen von Angehörigen und ihre Erwartungen an psychiatrische Institutionen – Literaturübersicht und eigene Ergebnisse. In: Fortschr Neurol Psychiat. 71, 2003, S. 118–128.
- C. Cording: Plädoyer für ein neues Paradigma psychiatrischer Qualitätssicherung. In: Psychiatrische Praxis. 30, 2003, S. 225–229. (auch in: F. Ramseyer, R. Genner, H. Brenner (Hrsg.): Die Schweizer Psychiatrieversorgung im internationalen Vergleich – Berner Gespräche zur Sozialpsychiatrie. Zürich, S. 65–77)